# ラヨ数
ラヨ数（ラヨすう、英: Rayo's number）とはアグスティン・ラヨにちなんで名付けられた巨大数であり、彼の手掛けた最大の数と主張されている 。これは元々2007年1月26日にマサチューセッツ工科大学 (MIT) にて行われたイベント「巨大数決闘（big number duelもしくはLarge Number Championship）」にて定義された。

## 定義
この定義文は、ルール違反を避けるために以下のように置き換えられた。
数の正式の定義は以下の二階論理の式で定義された関数Sat([φ(x1)],s)を利用する。[φ]はゲーデルコード化（ゲーデル数によるナンバリング）された式であり、sは代入変数である。
この式Sat([φ(x1)],s)を用いて、ラヨ数は次の様に定義された。
厳密には、公理系が明示的に書かれていないため、定義が不完全である。

## 説明
直観的には、ラヨ数は形式言語で次のように定義される:
- "xi∈xj" と "xi=xj" は原子論理式である。
- θ が式の際に、 "(~θ)" は式（ θ の否定）である。
- θ と ξ が式の際に、"(θ∧ξ)" は式（ θ と ξ の連言）である。
- θ が式の際に、  "∃xi(θ)" は式（ θ の存在量化）である。

括弧を削除することは許可されていないことに注意が必要である。例えば、"∃xi(~θ)" では無く "∃xi((~θ))" と書かなくてはならない。
欠落している論理接続詞をこの言語で表現することは可能である。例えば：
- 論理和: "(θ∨ξ)" は "(~((~θ)∧(~ξ)))" と同等。
- 論理包含（含意）: "(θ⇒ξ)" は "(~(θ∧(~ξ)))" と同等。
- 二条件（英語版）: "(θ⇔ξ)" は "((~(θ∧ξ))∧(~((~θ)∧(~ξ))))" と同等。
- 全称記号: "∀xi(θ)" は "(~∃xi((~θ)))" と同等。

この定義は、この言語の式の 1 つしかない自由変数、 x1 に関するものである。
x1 が有限の フォン・ノイマン順序数  k と 長さ n の式が同値の際、その様な式は k の "ラヨ文字列" であり、k は n 個の記号で  "ラヨ命名可" であると言える。